# Làmia (mitologia)
|  | Aquest article tracta sobre la mitologia grega. Si cerqueu l'esperit basc, vegeu «Lamina». |

En la mitologia grega, Làmia (grec antic: Λάμια) era un monstre femení que raptava nens per xuclar-los la sang.
L'origen del seu mite es troba en una donzella anomenada Làmia (o també Síbaris), filla de Belos (o bé Posidó) i de Líbia. Làmia es va unir amb Zeus, per la qual cosa va ser castigada per Hera, esposa de Zeus, fent que el fill de Làmia morís. Aquesta, presa de la desesperació, es va amagar en una cova per ocultar la seva pena. I allà es va quedar fins que es va convertir en un monstre. Envejosa dels nens de les altres dones, els espiava per atacar-los i menjar-se'ls.
Hera també va maleir Làmia a no poder dormir, ja que quan tancava els ulls només veia la imatge del seu fill mort. Zeus, compadit, li va concedir el do de poder treure's els ulls de les conques i tornar-se'ls a posar quan volgués. En alguns moments, doncs, sobretot quan havia begut molt, Làmia dormia amb els ulls dins d'un vas al costat seu, i llavors era inofensiva. Altres cops errava de dia i de nit espiant els nens per devorar-los.
La història sobre la seva mort és una mica confusa. Antoní Liberal explica que Euríbat, fill d'Eufem, va trobar una processó que conduïa Alcioneu, un noi del país, a sacrificar-lo a Làmia (o Síbaris), perquè un oracle havia dit que s'aplacaria el monstre amb un sacrifici humà. Euríbat preguntà quin era el motiu de la comitiva, i va dir que faria tots els possibles perquè el noi no morís, ja que sembla que se n'havia enamorat. Va agafar el lloc d'Alcioneu posant-se al capdavant de la comitiva amb les corones de víctima que havia tret al noi i entrant a la cova de Làmia, la va fer sortir a la vista de tots i la va llançar contra unes roques on el monstre es fracturà el crani. Just en el lloc on va morir, va sorgir la font de Síbaris, que donaria nom a una ciutat italiana fundada pels Locris.
Durant molts anys, el seu mite va anar evolucionant. Sembla que primer se la va assimilar el judaisme en la forma de la seva Lilit, primera esposa d'Adam. En l'Antiga Roma, el seu nom es feia servir per espantar les criatures. Durant el Renaixement, se la representava amb cos de serp i cap i pits de dona. Algunes vegades es parla també de làmies (en plural), que es consideraven uns genis femenins que s'enganxaven a les persones joves i els xuclaven la sang. També es coneix per Làmia el monstre Gelo de l'illa de Lesbos. Gelo era l'ànima en pena d'una noia d'aquella illa, morta quan era jove, que sortia del mar per raptar els infants.
Un possible origen de Làmia és la Labartu mesopotàmica.